# Хатипоглу, Хасан
Хасан Хатипоглу (тур. Hasan Hatipoğlu; 19 июня 1989 года, Алашехир) — турецкий футболист, играющий на позиции защитника. Ныне выступает за турецкий клуб «Ыгдыр».

## Клубная карьера
Хасан Хатипоглу — воспитанник турецкого футбольного клуба «Манисаспор». В 2007-2008 годах он играл за любительскую команду «Маниса Беледиеспор». Затем Хатипоглу выступал за «Айвалыкгюджю», а в 2009 году перешёл в клуб Третьей лиги «Афьонкарахисарспор».
Летом 2011 года Хасан Хатипоглу стал футболистом «Балыкесирспора», но тогда же был отдан в аренду на год команде Третьей лиги «Батман Петролспор». В 2013 году он с «Балыкесирспором» вышел в Первую лигу, а спустя год — в Суперлигу. 3 ноября 2014 года Хасан Хатипоглу дебютировал в турецкой Суперлиге, выйдя в основном составе в гостевом поединке против «Эскишехирспора».
Вторую половину сезона 2015/16 Хасан Хатипоглу провёл за команду Первой лиги «Болуспор», сезон 2016/17 — за «Сивасспор», а первую половину сезона 2017/18 — за «Самсунспор».
С начала 2018 года защитник играл за «Алтынорду».